# Kanton Noisy-le-Grand
Kanton Noisy-le-Grand (fr. Canton de Noisy-le-Grand) je francouzský kanton v departementu Seine-Saint-Denis v regionu Île-de-France. Tvoří ho dvě obce.

## Obce kantonu
- Gournay-sur-Marne
- Noisy-le-Grand